# سد وترتاون

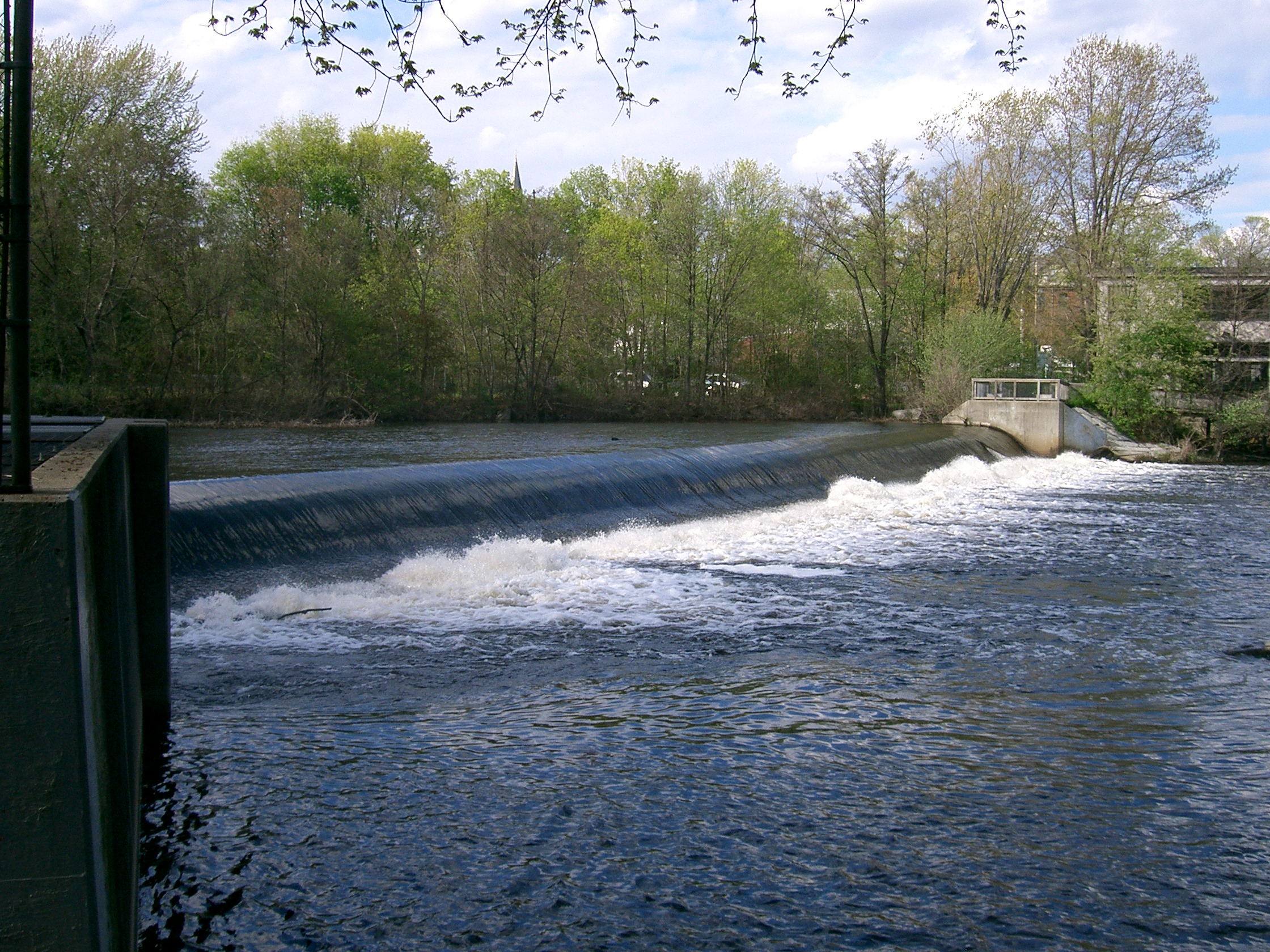
سد وتر تاون

سد وترتاون يقع على نهر تشارلز 980 قدم (300 م) قريب من جسر وترتاون قرب ساحة وترتاون في بلدة ووترتاون بولاية ماساتشوستس الأمريكية. يقع السد حيث كان يصل المد والجزر لنهر تشارلز سابقا الذي انتهى تاريخيا (المد والجزر لم يعد يصل إلى هذه النقطة لأن سد نهر تشارلز عند المصب يعرقل المد). وترتاون هو سد ترابي، سد جاذبية. طوله 220 قدما (67 م). سعته هي 30 قدما فدان (37،000 M3). التخزين العادي هو 20 فدان قدمي (25،000 M3).وهو يجمع المياه من مساحة 0.2 ميل مربع (0.52 كلم ) 
تاريخ السد يرجع إلى 1632 عندما أذن ببناء السد للأسماك. السد الحالي، يحافظ عليه من قبل قسم المحافظة والبيئة لولاية ماساتشوستس، من سنة 1900. وهو جزء من سلسلة سدود أعالي نهر تشارلز .

## التأثير البيئي

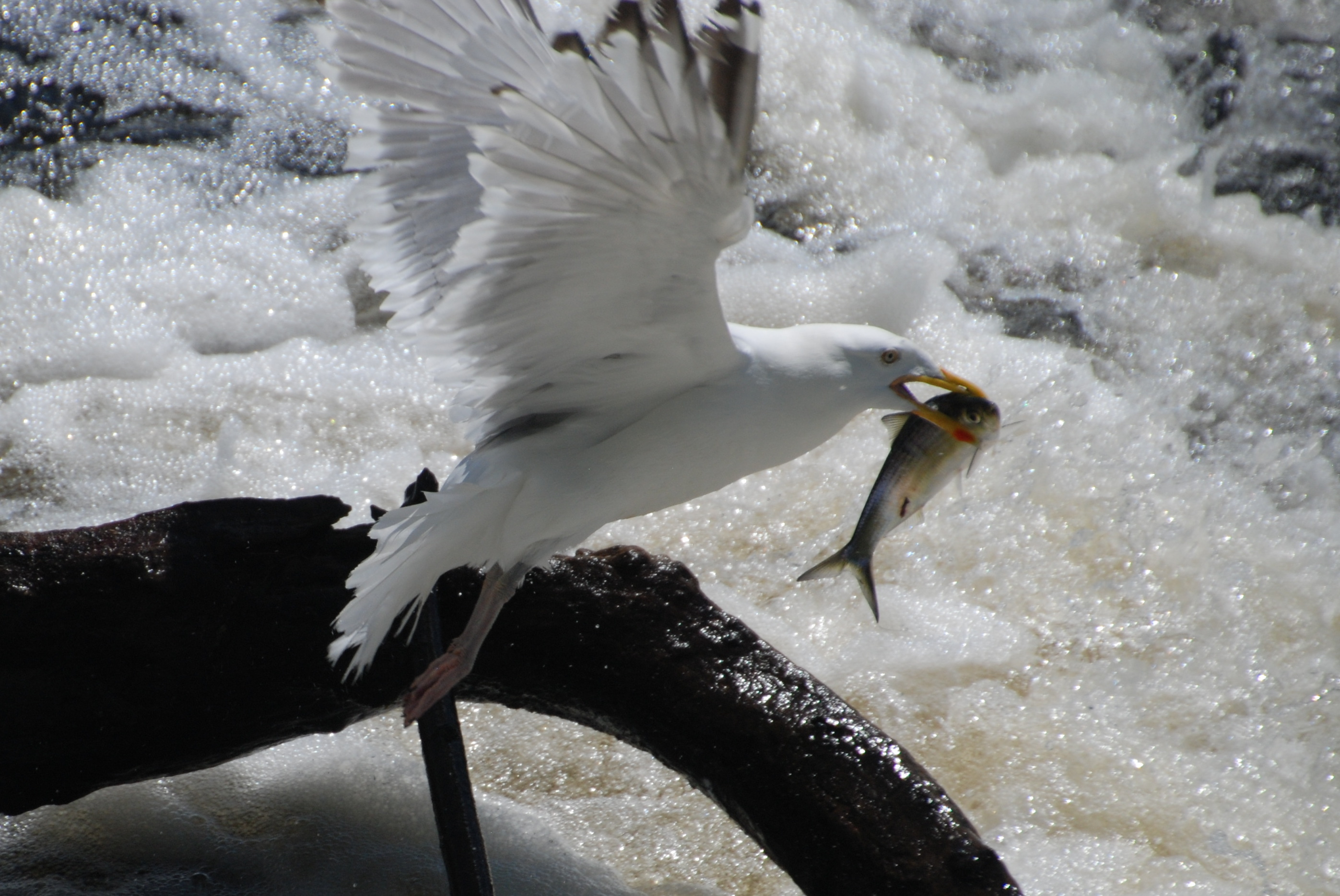
طائر النورس يهرب بسمكة رنجة اصطادها أسفل سد وترتاون

سد وترتاون هو ثاني سد من العديد من السدود الواقعة على طول نهر تشارلز. السد الترابي الحالي يخلق عقبة لسمك الرنكة التي تسبح في الربيع، و منذ فترة طويلة كان يتم حصد الرنجة في هذا الموقع. البيكوسيت (واحدة من القبائل من سكان ماساتشوستس الأصليين) كانوا ينصبون الافخاخ ويبنون العراقيل لصيد سمك الرنكة في موسمه.
اليوم، تم بناء سلم الأسماك الذي يوفر الوصول إلى أعالي النهر للتفريخ كجزء من نظام ممرات الأسماك التي توفر الوصول إلى 20 ميل من النهر . يوجد عدد كبير من سمك الرنجة ذو الظهر الأزرق والألويف أسفل السد في الربيع تجعل من رياضة صيد الاسماك شعبية ورائجة كما تجعل المنطقة مليئة بأنواع الطيور و النوارس و اللقالق و مالك الحزين و طيور الغاق.

## معرض صور

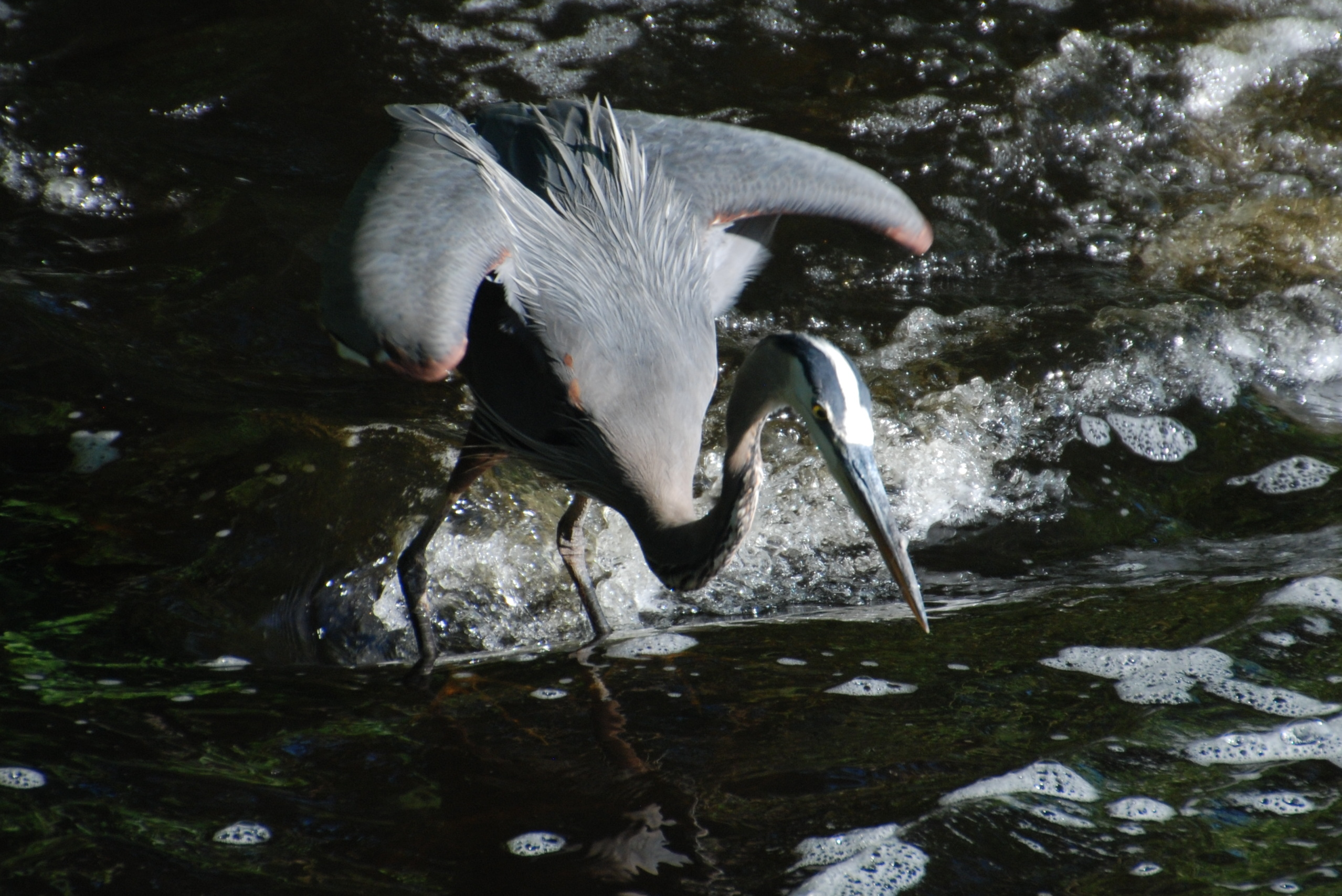
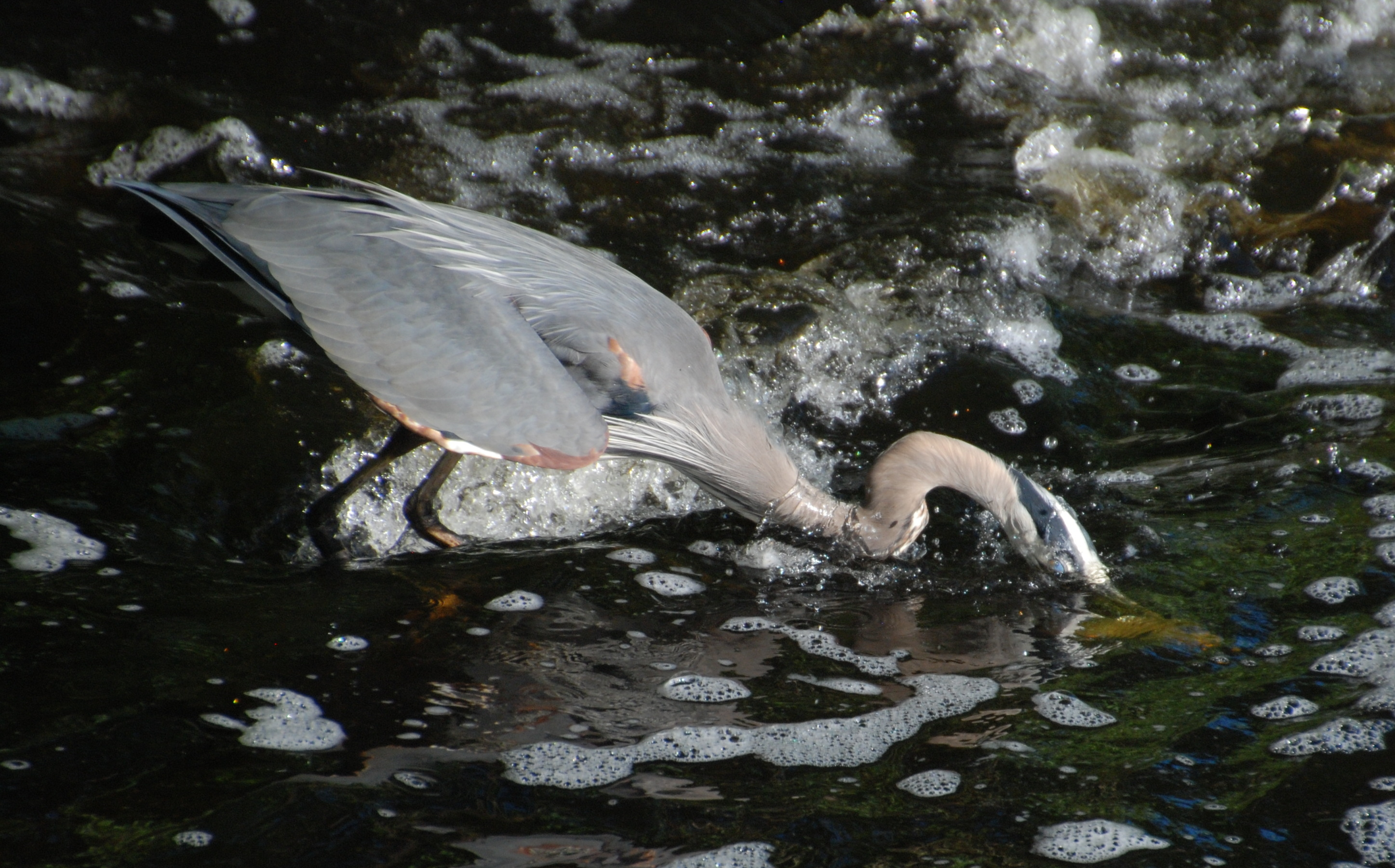
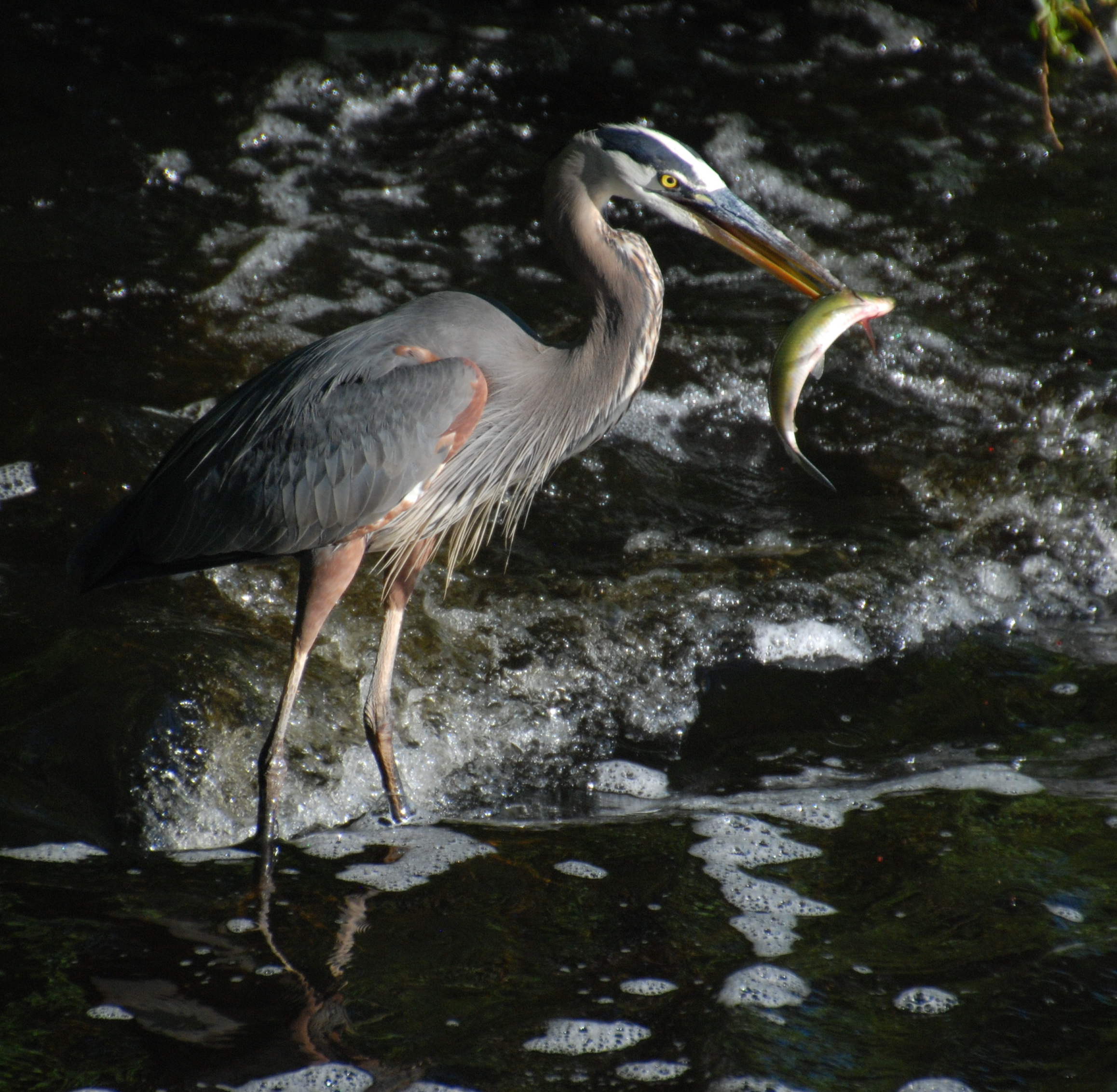
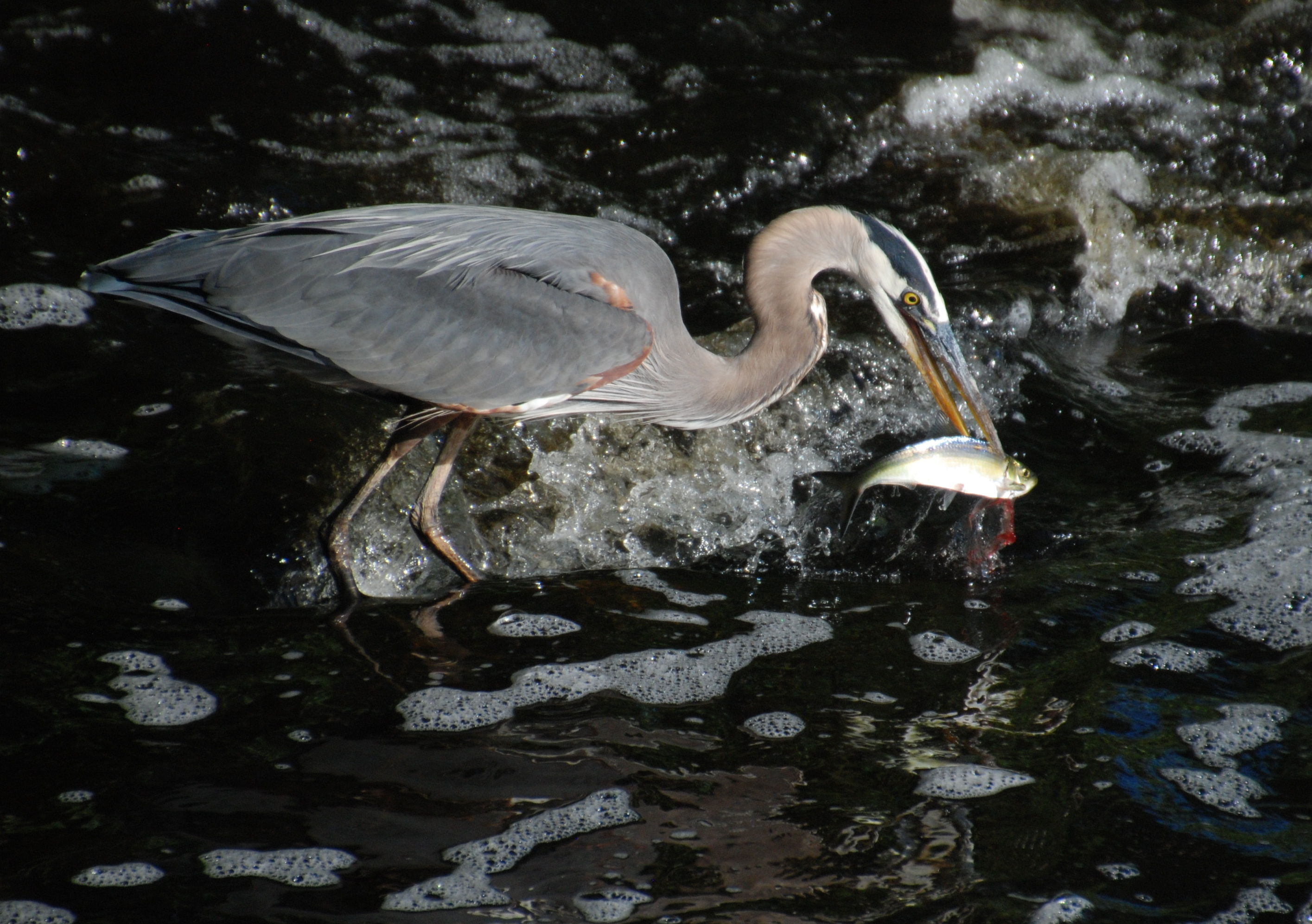